# Diario de un desaparecido
Diario de un desaparecido (en checo, Zápisník zmizelého) es un ciclo de canciones para tenor, alto, tres voces femeninas y piano, escrita por el compositor checo Leoš Janáček.

## Antecedentes
El 14 de mayo de 1916, en los periódicos Lidové noviny se publicaron versos titulados "De la pluma de un escritor autodidacta". Este "diario en verso" narra una historia de un muchacho de pueblo enamorado de la joven gitana Zefka (Žofka), y que ha decidido dejar a su familia y el pueblo con ella. Los versos impresionaron hondamente a Leoš Janáček (colaborador de Lidové noviny en aquella época), y decidió reformar los poemas y hacerlos un ciclo de canciones. Creó una obra en veintidós partes, acompañado también con algunas exigencias escénicas. El ciclo fue compuesto en agosto de 1917 y junio de 1919, las últimas modificaciones las introdujo Janáček en diciembre de 1920. El compositor creó la obra al mismo tiempo que otras composiciones.
La composición está basada en la historia de la amiga y tardío amor de Janáček Kamila Stösslová. Janáček expresaba su inclinación en las cartas a Stösslová, y mencionó incluso la inspirción para el personaje de la gitana Zefka: "...Y la gitana morena en mi Diario de un desaparecido - esa eras tú. Por eso hay tanto fuego emocional en la obra. Tanto fuego que si ambos nos viéramos atrapados, nos volveríamos cenizas....Y a lo largo de toda la obra, ¡yo pensaba en ti! Tú eras mi Žofka. Žofka con un niño en brazos, ¡y él corre detrás de ella!...".
El Diario se estrenó en el Teatro Reduta en Brno el 18 de abril de 1921 bajo el título de Diario de un desaparecido del que nunca se supo más, el final del título más tarde fue eliminado. La parte del tenor fue interpretada por Karel Zavřel, alto por Ludmila Kvapilová-Kudláčková, y la de piano tocado por un estudiante de Janáček, pianista y director Břetislav Bakala.

## Libreto
El autor del texto fue anónimo y permaneció así hasta finales del siglo XX. La verdadera identidad del autor del Diario fue revelado por Dr. Jan Mikeska en 1998, unos ochenta años después de que se publicasen los versos. El originador de los poemas fue el escritor valaco Ozef Kalda.

## Estructura
El ciclo está formado por veintidós partes:
- 1. Andante
- 2. Con moto
- 3. Andante
- 4. Andante
- 5. Adagio
- 6. Allegro
- 7. Con moto
- 8. Andante
- 9.
- 10. Un poco più mosso
- 11. Con moto
- 12.
- 13. Andante
- 14. Adagio
- 15. Allegro
- 16. Adagio
- 17. Recit.
- 18. L´istesso tempo
- 19. Andante
- 20. Con moto
- 21. Meno mosso
- 22. Andante

La atmósfera de la obra es misteriosa, contiene fuerza emocional así como hondura psicológica. La parte de piano tiene algunos rasgos impresionistas. La parte de soprano se reescribió y se bajó por el compositor para alto. Dura aproximadamente 37 minutos.
Véase también: Lista de composiciones de Leoš Janáček